# Synopeas russelli
Synopeas russelli är en stekelart som beskrevs av Macgown 2003. Synopeas russelli ingår i släktet Synopeas och familjen gallmyggesteklar. Inga underarter finns listade i Catalogue of Life.